# Temporada 2011 de European F3 Open
La temporada 2011 de European F3 Open es la 3ª después del cambio de denominación y la undécima en total. Alex Fontana se proclama campeón de la temporada a falta de 1 carrera, a pesar de haber ganado sólo 2 carreras. Fabio Gamberini gana la clase Copa y el Team West-Tec gana el campeonato de escuderías.

## Escuderías y pilotos
| Escudería             | N.º | Piloto             | Chasis       | Clase | Rondas   |
| --------------------- | --- | ------------------ | ------------ | ----- | -------- |
| Cedars Motorsport     | 2   | Johan Jokinen      | Dallara F308 | A     | 1–2      |
| Cedars Motorsport     | 21  | Manuel Bejarano    | Dallara F306 | C     | 7–8      |
| Cedars Motorsport     | 33  | Noel Jammal        | Dallara F308 | A     | Todas    |
| Team West-Tec         | 3   | Victor Corrêa      | Dallara F308 | A     | Todas    |
| Team West-Tec         | 4   | Fahmi Ilyas        | Dallara F308 | A     | 4–5      |
| Team West-Tec         | 4   | Tatiana Calderon   | Dallara F308 | A     | 6–8      |
| Team West-Tec         | 28  | Luca Orlandi       | Dallara F306 | C     | 1–3, 5–8 |
| Team West-Tec         | 28  | Kotaro Sakurai     | Dallara F306 | C     | 4        |
| Team West-Tec         | 58  | Sam Dejonghe       | Dallara F306 | C     | Todas    |
| Team West-Tec         | 88  | Fabio Gamberini    | Dallara F306 | C     | Todas    |
| RP Motorsport         | 5   | Niccolò Schirò     | Dallara F308 | A     | Todas    |
| RP Motorsport         | 6   | David Fumanelli    | Dallara F308 | A     | Todas    |
| RP Motorsport         | 7   | Matteo Beretta     | Dallara F308 | A     | Todas    |
| RP Motorsport         | 24  | Francisco Diaz     | Dallara F306 | C     | 2–3, 5–8 |
| RP Motorsport         | 77  | Matteo Davenia     | Dallara F308 | A     | Todas    |
| Drivex                | 8   | Fernando Monje     | Dallara F308 | A     | Todas    |
| Drivex                | 25  | Pedro Quesada      | Dallara F306 | C     | 1        |
| Drivex                | 25  | Luis Villalba      | Dallara F306 | C     | 2        |
| Drivex                | 25  | Cristian Serrada   | Dallara F306 | C     | 6, 8     |
| Hache Team            | 9   | Toño Fernández     | Dallara F308 | A     | 1–2      |
| Hache Team            | 9   | Yann Cunha         | Dallara F308 | A     | 3–7      |
| Hache Team            | 26  | Pedro Quesada      | Dallara F306 | C     | 2–3      |
| Corbetta Competizioni | 10  | Alex Fontana       | Dallara F308 | A     | Todas    |
| Corbetta Competizioni | 11  | Matteo Torta       | Dallara F308 | A     | Todas    |
| De Villota Motorsport | 12  | Juan Carlos Sistos | Dallara F308 | A     | Todas    |
| De Villota Motorsport | 14  | Nil Montserrat     | Dallara F308 | A     | 1        |
| De Villota Motorsport | 14  | Zoël Amberg        | Dallara F308 | A     | 6–8      |
| Top F3 Team           | 16  | William Vermont    | Dallara F308 | A     | 2–4      |
| Top F3 Team           | 31  | Jesus Rios         | Dallara F306 | C     | 3, 8     |
| Top F3 Team           | 31  | Saud Al Faisal     | Dallara F306 | C     | 4        |

| Icono | Clase               |
| ----- | ------------------- |
| A     | Clase A (principal) |
| C     | Clase Copa          |

## Calendario
- El calendario definitivo fue anunciado el 20 de enero de 2011.[20]

| Prueba | Prueba    | Circuito                           | Fecha            |
| ------ | --------- | ---------------------------------- | ---------------- |
| 1      | Carrera 1 | Circuit Ricardo Tormo              | 17 abril         |
| 1      | Carrera 2 | Circuit Ricardo Tormo              | 17 abril         |
| 2      | Carrera 1 | Circuit de Nevers Magny-Cours      | 14 de mayo       |
| 2      | Carrera 2 | Circuit de Nevers Magny-Cours      | 15 de mayo       |
| 3      | Carrera 1 | Circuit de Spa-Francorchamps       | 25 de junio      |
| 3      | Carrera 2 | Circuit de Spa-Francorchamps       | 26 de junio      |
| 4      | Carrera 1 | Brands Hatch                       | 23 de julio      |
| 4      | Carrera 2 | Brands Hatch                       | 24 de julio      |
| 5      | Carrera 1 | Autódromo Internacional do Algarve | 17 de septiembre |
| 5      | Carrera 2 | Autódromo Internacional do Algarve | 18 de septiembre |
| 6      | Carrera 1 | Autodromo Nazionale Monza          | 1 de octubre     |
| 6      | Carrera 2 | Autodromo Nazionale Monza          | 2 de octubre     |
| 7      | Carrera 1 | Circuito de Jerez                  | 15 de octubre    |
| 7      | Carrera 2 | Circuito de Jerez                  | 16 de octubre    |
| 8      | Carrera 1 | Circuit de Catalunya               | 29 de octubre    |
| 8      | Carrera 2 | Circuit de Catalunya               | 30 de octubre    |

## Resultados
- Sistema de puntuación:

|           | 1  | 2  | 3  | 4 | 5 | 6 | 7 | 8 | 9 | PP | VR |
| --------- | -- | -- | -- | - | - | - | - | - | - | -- | -- |
| Carrera 1 | 14 | 12 | 10 | 8 | 6 | 5 | 3 | 2 | 1 | 1  | 1  |
| Carrera 2 | 12 | 10 | 8  | 6 | 5 | 4 | 3 | 2 | 1 | 0  | 1  |

### Clase A
| Pos                                     | Piloto             | VAL | VAL | MAG | MAG | SPA | SPA | BRH | BRH | ALG | ALG | MON | MON | JER | JER | CAT | CAT | Retención | Pts |
| --------------------------------------- | ------------------ | --- | --- | --- | --- | --- | --- | --- | --- | --- | --- | --- | --- | --- | --- | --- | --- | --------- | --- |
| 1                                       | Alex Fontana       | 2   | 3   | 3   | 4   | 4   | 1   | 5   | 4   | 11  | 5   | 3   | 1   | 4   | 3   | 4   | 10  | (121) - 1 | 120 |
| 2                                       | David Fumanelli    | 12  | 12  | 13  | 6   | 6   | 2   | Ret | 13  | 1   | 2   | 1   | 4   | 1   | 4   | 2   | 1   |           | 115 |
| 3                                       | Fabio Gamberini    | 4   | 6   | 6   | 2   | 1   | 10  | 4   | 5   | 6   | 6   | Ret | 11  | 5   | 2   | 13  | Ret |           | 79  |
| 4                                       | Juan Carlos Sistos | 10  | 8   | 7   | 5   | Ret | 4   | 7   | 7   | 3   | 9   | 4   | 3   | 2   | 5   | Ret | 3   |           | 76  |
| 5                                       | Niccolò Schirò     | 13  | 7   | 9   | 8   | 9   | 6   | 2   | 2   | 9   | 7   | 5   | 5   | 7   | 7   | 5   | 4   | (67) - 1  | 66  |
| 6                                       | Victor Corrêa      | 7   | 5   | 1   | 7   | 3   | 12  | 6   | 1   | Ret | 12  | 8   | Ret | 9   | 9   | 7   | Ret |           | 59  |
| 7                                       | Noel Jammal        | Ret | 11  | 8   | Ret | 2   | 5   | Ret | 11  | 5   | 4   | Ret | 14  | 6   | 1   | 6   | Ret |           | 55  |
| 8                                       | Zoël Amberg        |     |     |     |     |     |     |     |     |     |     | 2   | Ret | 3   | 6   | 1   | 2   |           | 50  |
| 9                                       | Yann Cunha         |     |     |     |     | Ret | 7   | 3   | 3   | 4   | 1   | 12  | DNS | 8   | 17  |     |     |           | 44  |
| 10                                      | Johan Jokinen      | 1   | Ret | 4   | 1   |     |     |     |     |     |     |     |     |     |     |     |     |           | 36  |
| 11                                      | Matteo Beretta     | 5   | 4   | 10  | Ret | 12  | 16  | 11  | 10  | 8   | 8   | 7   | 7   | 17  | 8   | 3   | Ret |           | 34  |
| 12                                      | Fahmi Ilyas        |     |     |     |     |     |     | 1   | 9   | 2   | 14  |     |     |     |     |     |     |           | 30  |
| 13                                      | William Vermont    |     |     | 2   | 3   | DSQ | 3   | 13  | 8   |     |     |     |     |     |     |     |     |           | 30  |
| 14                                      | Sam Dejonghe       | 11  | 13  | 11  | 9   | 7   | 13  | 9   | 12  | 7   | 3   | 9   | 2   | 12  | 10  | 9   | Ret |           | 28  |
| 15                                      | Fernando Monje     | 9   | 9   | Ret | 10  | Ret | 8   | 8   | 6   | Ret | 10  | 6   | 6   | 10  | 11  | 8   | 6   |           | 27  |
| 16                                      | Toño Fernández     | 6   | 1   | 5   | Ret |     |     |     |     |     |     |     |     |     |     |     |     |           | 25  |
| 17                                      | Nil Montserrat     | 3   | 2   |     |     |     |     |     |     |     |     |     |     |     |     |     |     |           | 20  |
| 18                                      | Jesus Rios         |     |     |     |     | 5   | 9   |     |     |     |     |     |     |     |     | 12  | 9   |           | 9   |
| 19                                      | Matteo Davenia     | 8   | 10  | 12  | 11  | 10  | 11  | 12  | Ret | 10  | 11  | 10  | 8   | 11  | 12  | 10  | 7   |           | 8   |
| 20                                      | Matteo Torta       | Ret | DNS | Ret | 12  | 8   | 15  | 15  | 14  | Ret | 13  | 13  | 9   | 13  | 14  | 15  | 11  |           | 3   |
| 21                                      | Tatiana Calderon   |     |     |     |     |     |     |     |     |     |     | 11  | 10  | 14  | 13  | 17  | 8   |           | 3   |
| 22                                      | Kotaro Sakurai     |     |     |     |     |     |     | 10  | Ret |     |     |     |     |     |     |     |     |           | 0   |
| 23                                      | Luca Orlandi       | 15  | 14  | Ret | 13  | 11  | 14  |     |     | 13  | Ret | 15  | 12  | 15  | 16  | 14  | 12  |           | 0   |
| 24                                      | Francisco Diaz     |     |     | 14  | 15  | Ret | Ret |     |     | 12  | 15  | 14  | 13  | 16  | 15  | 16  | 13  |           | 0   |
| 25                                      | Pedro Quesada      | 14  | Ret | 15  | 14  | DNS | DNS |     |     |     |     |     |     |     |     |     |     |           | 0   |
| 26                                      | Saud Al Faisal     |     |     |     |     |     |     | 14  | 15  |     |     |     |     |     |     |     |     |           | 0   |
|                                         | Luis Villalba      |     |     | Ret | Ret |     |     |     |     |     |     |     |     |     |     |     |     |           | 0   |
|                                         | Cristian Serrada   |     |     |     |     |     |     |     |     |     |     | DNS | DNS |     |     | DNS | DNS |           | 0   |
| Pilotos invitados no aptos para puntuar |                    |     |     |     |     |     |     |     |     |     |     |     |     |     |     |     |     |           |     |
|                                         | Manuel Bejarano    |     |     |     |     |     |     |     |     |     |     |     |     | Ret | Ret | 11  | 5   |           | 0   |
| Pos                                     | Piloto             | VAL | VAL | MAG | MAG | SPA | SPA | BRH | BRH | ALG | ALG | MON | MON | JER | JER | CAT | CAT | Pts       |     |

| Color     | Resultado                                                               |
| --------- | ----------------------------------------------------------------------- |
| Oro       | Ganador                                                                 |
| Plata     | 2.ª plaza                                                               |
| Bronce    | 3.ª plaza                                                               |
| Verde     | Finalizó en los puntos                                                  |
| Azul      | Finalizó sin puntos                                                     |
| Azul      | NC - No clasificado                                                     |
| Violeta   | Ret - No terminó (Carrera)                                              |
| Rojo      | DNQ - No se clasificó                                                   |
| Negro     | DSQ - Descalificado                                                     |
| Blanco    | DNS - No empezó (carrera)                                               |
| Blanco    | WD - Retirado (fin de semana)                                           |
| Blanco    | C - Carrera cancelada                                                   |
| Sin color | DNP - Inscrito pero no participó                                        |
| Sin color | INJ - Lesionado                                                         |
| Sin color | EX - Excluido                                                           |
| Estado    | Resultado                                                               |
| Negrita   | Pole position                                                           |
| Cursiva   | Vuelta rápida                                                           |
| †         | Abandona, pero clasifica al completar el porcentaje requerido para ello |

### Copa F306
| Pos                                  | Piloto           | VAL | VAL | MAG | MAG | SPA | SPA | BRH | BRH | ALG | ALG | MON | MON | JER | JER | CAT | CAT | Retención | Pts |
| ------------------------------------ | ---------------- | --- | --- | --- | --- | --- | --- | --- | --- | --- | --- | --- | --- | --- | --- | --- | --- | --------- | --- |
| 1                                    | Fabio Gamberini  | 1   | 1   | 1   | 1   | 1   | 2   | 1   | 1   | 1   | 2   | Ret | 2   | 1   | 1   | 4   | Ret |           | 130 |
| 2                                    | Sam Dejonghe     | 2   | 2   | 2   | 2   | 3   | 3   | 2   | 2   | 2   | 1   | 1   | 1   | 2   | 2   | 1   | Ret | (124) - 6 | 118 |
| 3                                    | Luca Orlandi     | 4   | 3   | Ret | 3   | 4   | 4   |     |     | 4   | Ret | 3   | 3   | 3   | 4   | 5   | 3   |           | 62  |
| 4                                    | Francisco Diaz   |     |     | 3   | 5   | Ret | Ret |     |     | 3   | 3   | 2   | 4   | 4   | 3   | 6   | 4   |           | 52  |
| 5                                    | Jesus Rios       |     |     |     |     | 2   | 1   |     |     |     |     |     |     |     |     | 3   | 2   |           | 36  |
| 6                                    | Pedro Quesada    | 3   | Ret | 4   | 4   | DNS | DNS |     |     |     |     |     |     |     |     |     |     |           | 14  |
| 7                                    | Saud Al Faisal   |     |     |     |     |     |     | 4   | 3   |     |     |     |     |     |     |     |     |           | 10  |
| 8                                    | Kotaro Sakurai   |     |     |     |     |     |     | 3   | Ret |     |     |     |     |     |     |     |     |           | 6   |
|                                      | Luis Villalba    |     |     | Ret | Ret |     |     |     |     |     |     |     |     |     |     |     |     |           | 0   |
|                                      | Cristian Serrada |     |     |     |     |     |     |     |     |     |     | DNS | DNS |     |     | DNS | DNS |           | 0   |
| Piloto invitado no apto para puntuar |                  |     |     |     |     |     |     |     |     |     |     |     |     |     |     |     |     |           |     |
|                                      | Manuel Bejarano  |     |     |     |     |     |     |     |     |     |     |     |     | Ret | Ret | 2   | 1   |           | 0   |
| Pos                                  | Piloto           | VAL | VAL | MAG | MAG | SPA | SPA | BRH | BRH | ALG | ALG | MON | MON | JER | JER | CAT | CAT | Retención | Pts |

### Escuderías
| Pos | Piloto                | VAL | VAL | MAG | MAG | SPA | SPA | BRH | BRH | ALG | ALG | MON | MON | JER | JER | CAT | CAT | Pts |
| --- | --------------------- | --- | --- | --- | --- | --- | --- | --- | --- | --- | --- | --- | --- | --- | --- | --- | --- | --- |
| 1   | Team West-Tec         | 4   | 5   | 1   | 2   | 1   | 10  | 1   | 1   | 2   | 3   | 8   | 2   | 5   | 2   | 7   | 8   | 101 |
| 1   | Team West-Tec         | 7   | 6   | 6   | 7   | 3   | 12  | 4   | 5   | 6   | 6   | 9   | 10  | 9   | 9   | 9   | 12  | 101 |
| 2   | RP Motorsport         | 5   | 4   | 9   | 6   | 6   | 2   | 2   | 2   | 1   | 2   | 1   | 4   | 1   | 4   | 2   | 1   | 95  |
| 2   | RP Motorsport         | 8   | 7   | 10  | 8   | 9   | 6   | 11  | 10  | 8   | 7   | 6   | 7   | 7   | 7   | 3   | 4   | 95  |
| 3   | Corbetta Competizioni | 2   | 3   | 3   | 4   | 4   | 1   | 5   | 4   | 11  | 5   | 3   | 1   | 4   | 3   | 4   | 10  | 81  |
| 3   | Corbetta Competizioni | Ret | DNS | Ret | 12  | 8   | 15  | 15  | 14  | Ret | 13  | 13  | 9   | 13  | 14  | 15  | 11  | 81  |
| 4   | De Villota Motorsport | 3   | 2   | 7   | 5   | Ret | 4   | 7   | 7   | 3   | 9   | 2   | 3   | 2   | 5   | 1   | 2   | 70  |
| 4   | De Villota Motorsport | 10  | 8   |     |     |     |     |     |     |     |     | 4   | Ret | 3   | 6   | Ret | 3   | 70  |
| 5   | Cedars Motorsport     | 1   | 11  | 4   | 1   | 2   | 5   | Ret | 11  | 5   | 4   | Ret | 14  | 6   | 1   | 6   | 5   | 52  |
| 5   | Cedars Motorsport     | Ret | Ret | 8   | Ret |     |     |     |     |     |     |     |     | Ret | Ret | 11  | Ret | 52  |
| 6   | Hache Team            | 6   | 1   | 5   | 14  | Ret | 7   | 3   | 3   | 4   | 1   | 12  | DNS | 8   | 17  |     |     | 39  |
| 6   | Hache Team            |     |     | 15  | Ret | DNS | DNS |     |     |     |     |     |     |     |     |     |     | 39  |
| 7   | Top F3 Team           |     |     | 2   | 3   | 5   | 3   | 13  | 8   |     |     |     |     |     |     | 12  | 9   | 23  |
| 7   | Top F3 Team           |     |     |     |     | DSQ | 9   | 14  | 15  |     |     |     |     |     |     |     |     | 23  |
| 8   | Drivex                | 9   | 9   | Ret | 10  | Ret | 8   | 8   | 6   | Ret | 10  | 6   | 6   | 10  | 11  | 8   | 6   | 0   |
| 8   | Drivex                | 14  | Ret | Ret | Ret |     |     |     |     |     |     | DNS | DNS |     |     | DNS | DNS | 0   |
| Pos | Piloto                | VAL | VAL | MAG | MAG | SPA | SPA | BRH | BRH | ALG | ALG | MON | MON | JER | JER | CAT | CAT | Pts |

## Derechos televisivos
La temporada 2011 tiene confirmada la siguiente cobertura televisiva regular:
| Canal               | Ámbito  | PPV | Emisión   | Emisión    |
| Canal               | Ámbito  | PPV | C. Sábado | C. Domingo |
| ------------------- | ------- | --- | --------- | ---------- |
| Teledeporte         | España  | No  | Diferido  | Diferido   |
| Sportmanía          | España  | Si  | Directo   | Diferido   |
| TVG                 | Galicia | No  | Directo   | Directo    |
| Motors TV           | Europa  | Si  | Directo   | Directo    |
| PrimoCanale Sky 595 | Italia  | Si  | Directo   | Directo    |
| Nuvolari TV         | Italia  | Si  | Resumen   | Resumen    |
| Stream Oficial      | Mundial | No  | Directo   | Directo    |